# Bastian Schäferhoff
Bastian Schäferhoff (n. 1983) es un botánico y taxónomo alemán, especializado en las familias Scrophulariaceae y Linderniaceae. Desarrolla actividades académicas en la Universidad de Münster.

## Algunas publicaciones
- s. Wicke, b. Schäferhoff, c.w. dePamphilis, k.f. Müller. 2014. Disproportional plastome-wide increase of substitution rates and relaxed purifying selection in genes of carnivorous Lentibulariaceae.
- eberhard Fischer, bastian Schäferhoff, kai Müller. 2013. The phylogeny of Linderniaceae – The new genus Linderniella, and new combinations within Bonnaya, Craterostigma, Lindernia, Micranthemum, Torenia and Vandellia, 209-238. In Willdenowia - Ann. of the Botanic Garden and Botanical Museum Berlin-Dahlem 43 (2): 209-238.
- b. Schäferhoff, a. Fleischmann, e. Fischer, d.c. Albach, t. Borsch, g. Heubl, k.f. Müller. 2010. Towards resolving Lamiales relationships: insights from rapidly evolving chloroplast sequences. BMC Evol. Biol. 10: 352.

### Libros
- . 2008.

- La abreviatura «Schäferh.» se emplea para indicar a Bastian Schäferhoff como autoridad en la descripción y clasificación científica de los vegetales.[1]